# Feuersteinlinie

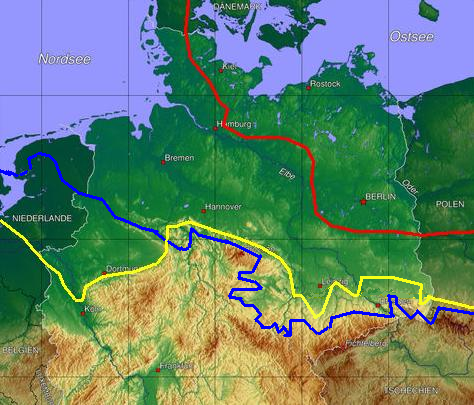
Schematische Darstellung der jeweils maximalen Gletschervorstöße der drei letzten Eiszeiten im norddeutschen Tiefland:
rote Linie = Eisrandlage der Weichsel-Kaltzeit;
gelbe Linie = Eisrandlage der Saale-Kaltzeit;
blaue Linie = Eisrandlage der Elster-Kaltzeit

Die Feuersteinlinie markiert in ihrem Verlauf die jeweils maximalen Gletschervorstöße des Fennoskandischen Eisschildes nach Süden der drei letzten Eiszeiten im norddeutschen Tiefland. In Mitteldeutschland ist sie damit die südliche Grenze der Elster-Kaltzeit-Vergletscherung, in Nordwestdeutschland die der Saale-Kaltzeit-Vergletscherung.

## Name
Sie trägt ihren Namen von den zahlreichen Feuersteinvorkommen. Da Endmoränen der Elster-Kaltzeit nicht erhalten sind, ist sie der einzige Hinweis auf ihre maximale Eisausdehnung. Feuerstein kam ursprünglich in weiten Gebieten Deutschlands nicht vor, sondern wurde durch das skandinavische Inlandeis aus Sedimenten der Kreidezeit (beispielsweise auf der Insel Rügen) erodiert und über das Gebiet der Vereisung verteilt. Sie stellt gleichzeitig die südlichste Region dar, in der Findlinge aus Skandinavien gefunden wurden. 

## Verlauf

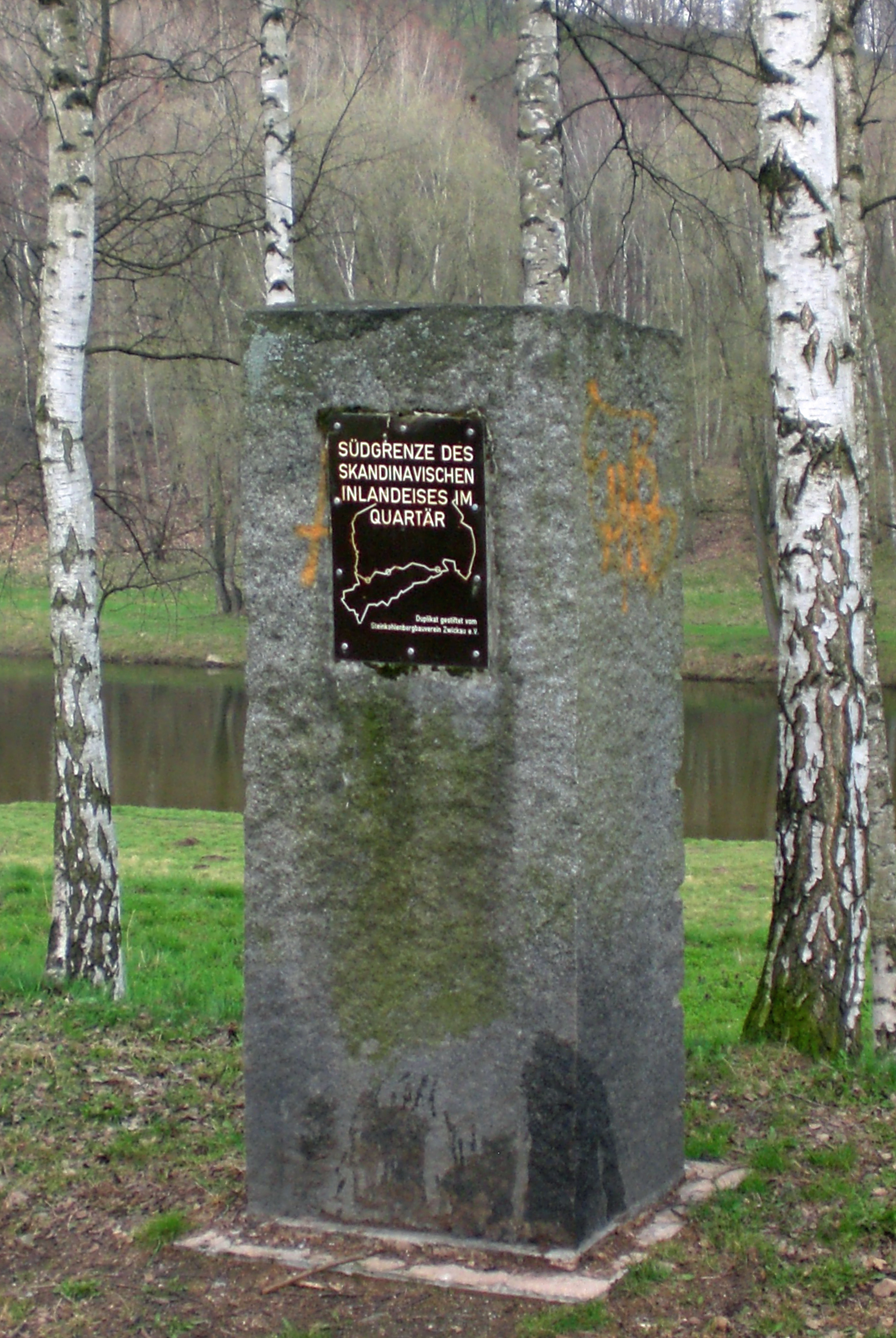
Eiszeitstein in Zwickau

Die Feuersteinlinie verläuft von der Nordsee nördlich des Teutoburger Waldes und des Harzes entlang und folgt dann von West nach Ost den Städten Wernigerode, Blankenburg, Friedrichsbrunn, Stolberg, Uftrungen, Nordhausen, Sondershausen, Mühlhausen, Bad Langensalza, Gotha, Erfurt, Weimar, Jena-Lobeda, Stadtroda, Weida, Zwickau, Chemnitz, Hainichen, Roßwein, Siebenlehn, Freital, Weesenstein, Bad Schandau und Oybin. In den kursiv geschriebenen Orten wurden in den 1970er Jahren auf Betreiben des Geologen Otfried Wagenbreth insgesamt dreizehn identische „Eiszeitendenksteine“ aus Lausitzer Granit aufgestellt, auf denen auf einer metallenen Tafel der Umriss der DDR einschließlich des Verlaufs der Feuersteinlinie abgebildet war.